# Erythrina pudica
Erythrina pudica là một loài thực vật có hoa trong họ Đậu. Loài này được Krukoff & Barneby miêu tả khoa học đầu tiên.